# Zevende klasse
De zevende klasse werd in het seizoen 1996/97 ingevoerd als gevolg van de grote reorganisatie bij de KNVB waarbij de toenmalige onderbonden werden opgeheven en Nederland (voor vijf seizoenen) in negen districten werd verdeeld. Deze klasse was de op een na laagste klasse van het Nederlandse amateurvoetbal en de op zeven na hoogste. Vanaf het seizoen 2001/02 werd door opheffing van de achtste klasse de zevende klasse de laagste klasse van het Nederlandse amateur voetbal. In het seizoen 2004/05 kende alleen het District West-I nog deze klasse, met een competitie met dertien clubs.
De kampioen en de nummer twee van de zevende klasse konden promoveren naar de zesde klasse. Ze waren dit niet verplicht. Tot en met het seizoen 1999/2000 konden clubs in het District West-I ook nog naar de achtste klasse degraderen. Met het opheffen van deze klasse in 2001 kwam die mogelijkheid te vervallen. Welke districten een zevende klasse hadden en het aantal poules daarin, was niet elk jaar gelijk.
|          | Midden    | West-I  | West-II   | West-III | West-IV | Zuid-I | Zuid-II | Oost | Noord   |
| West-I   | West-I    | West-I  | West-II   | West-II  |         | Zuid-I | Zuid-II | Oost | Noord   |
| -------- | --------- | ------- | --------- | -------- | ------- | ------ | ------- | ---- | ------- |
| Zaterdag | 2000/01 * |         |           |          |         |        |         |      | 2006/07 |
| Zondag   | 2000/01 * | 2004/05 | 2000/01 * |          |         |        |         |      |         |

N.B. De jaartallen geven het laatste seizoen aan waarin de zevende klasse in het desbetreffende district werd gehanteerd.
* Na het seizoen 2000/01 werden de negen districten teruggebracht tot de huidige zes.
Bekers:
KNVB beker (amateurs) · Super Cup (amateurs) · Districtsbekers
Niveaus:
Tweede divisie · Derde divisie · Vierde divisie · 1e klasse · 2e klasse · 3e klasse · 4e klasse · 5e klasse · 6e klasse · 7e klasse · 8e klasse